# 前莫县
前莫县，古县名。
西汉置，治所在今朝鲜江原道高城附近。汉武帝元封三年（前108年），平定卫氏朝鲜，设四郡，前莫县属于临屯郡。汉昭帝始元五年（前82年），废除临屯郡，前莫县改属乐浪郡。汉平帝元始二年（2年），前莫县作为岭东七县由乐浪东部都尉管理。东汉光武帝建武六年（30年），放弃岭东七县，废前莫县，地入秽貊。